# Парк имени Суворова (Кобрин)
Парк имени А. В. Суворова — парк культуры и отдыха в Кобрине, памятник природы республиканского значения. Назван в честь русского полководца Александра Суворова, которому некоторое время принадлежало имение Кобринский ключ, на территории которого и находился парк с усадебным домом. Является старейшим в Беларуси парком.
Парк, ныне занимающий площадь 32 га, прямоугольный в плане, заложен в 1768 году в регулярном стиле, впоследствии добавилось несколько участков, выполненных в свободном английском стиле. До 1939 года имение с парком принадлежали частным лицам, в 1939 году земли были национализированы, а в 1948 году на месте старинного парка и прилегающей территории был основан современный парк культуры и отдыха.

## История
Основан в 1768 году по распоряжению подскарбия Великого княжества Литовского Антония Тизенгауза. В 1795 году, после третьего раздела Речи Посполитой, имение Кобринский ключ вместе с парком было подарено российской императрицей Екатериной II российскому полководцу Александром Суворову. В 1808 году имение продано майору Гельвигу, с середины XIX века центральная усадьба принадлежала Александру Мицкевичу — брату польского поэта Адама Мицкевича. С 1948 года является парком культуры и отдыха имени Суворова.

### Описание
Общая композиционная структура парка после Суворова продолжала существовать без коренных изменений. В. А. Алексеев, хорошо знавший жизнь и деятельность Суворова, ознакомившись с усадьбой в 1905 году, отмечал «…небольшой, обнесенный жиденьким частоколом английский сад — десятины 1,5…», сад окружали вал, ров и плодовые сады.
Видоизмененный парк занимает ровную территорию, имеет симметрично-осевое построение, характерное для регулярных парков Белоруссии XVIII века, вытянут вдоль оси в виде прямоугольника. Основная композиционная ось ориентирована в направлении север-юг. С северной стороны в парк ведет широкая (до 10 м) липовая аллея, заложенная после 1905 года на месте прежней из тополя чёрного пирамидального. Её продолжением является центральная парковая аллея. Она была оформлена в виде шпалеры из граба, которая подчеркивалась линейной, сравнительно редкой посадкой ели (через 6 м в ряду).
Были срублены старые усыхающие тополя въездной аллеи и проведена частичная перепланировка парка. Вдоль композиционной оси вытянут небольшой прямоугольной формы пруд. От усадебного дома, находившегося в самом центре современного парка, открывался вид на водоем с холмом на западном берегу. В перспективе просматривался канал, который соединялся с каналом Бона, отводившим воды в реку Мухавец.
Две аллеи, расположенные симметрично центральной, и поперечные образуют в парке систему прямоугольных боскетов. В регулярных парках они являлись основными объёмно-пространственными композиционными элементами, формируемыми из деревьев и кустарников и предназначенными для отдыха, спортивных игр. Нередко служили местом выращивания цветов, плодов, ягод. В парке прослеживается 16 боскетов различных размеров. В их обсадке использованы деревья разного возраста.
Прежних липовых аллей вдоль боскетов не стало в годы Великой Отечественной войны. Некоторые боскеты по диагонали перерезаны линейными посадками липы, клёна остролистного. На газонах высажены одиночно или в виде небольших групп берёза, клён ясенелистный, тополь канадский, клён остролистный, граб. Наиболее видоизменена последняя пара боскетов перед парадным партером с традиционным кругом. Симметрично дому в боскетах росли две липы. Одна сохранилась, её возраст более 200 лет.
На месте усадебного дома, который находился в парке, в 1950 году, в 150-ю годовщину со дня смерти Суворова, установлен бронзовый бюст работы скульптора Иулиана Рукавишникова. Вокруг памятника разбита цветочная клумба, окруженная с двух сторон небольшими древесными группами из ели колючей, кипарисовика горохоплодного, облепихи, туи западной и уксусного дерева.

## Современное состояние

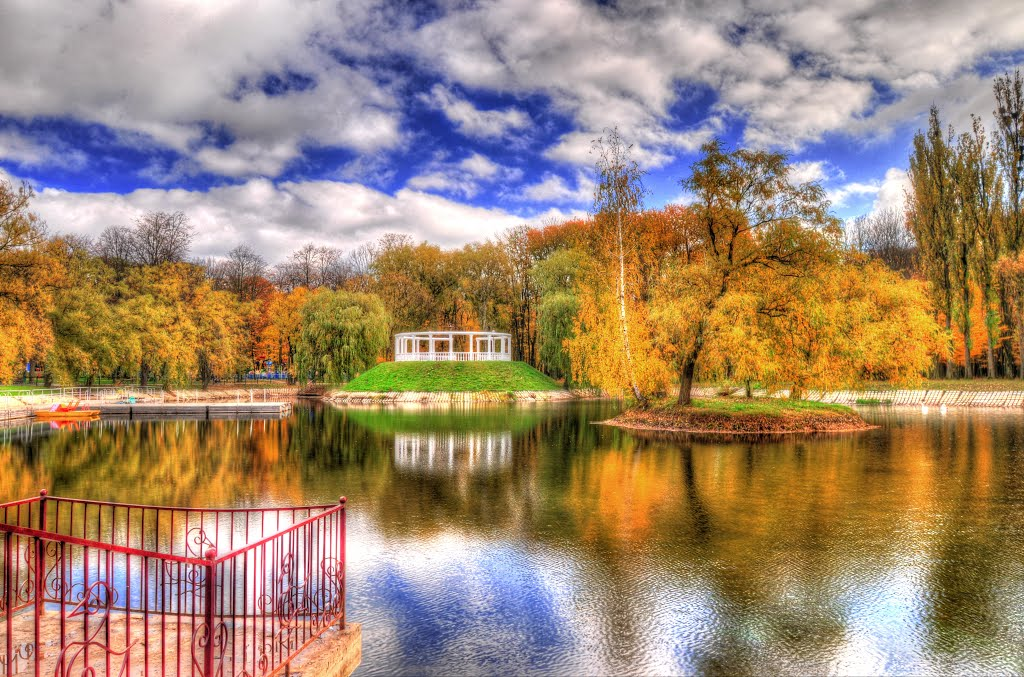
Парк в 2012 году

Площадь парка составляет около 60 га. На этой территории произрастает более 70 видов деревьев и кустарников, в том числе экзоты — кипарисовик горохоплодный, спирея Биллиарди, девичий виноград пятилисточковый и другие. В парке находится амфитеатр, детский развлекательный центр, аттракционы, танцевальная площадка, водные велосипеды, бюст Суворова. Композиционной осью является центральная аллея (продолжение пешеходной улицы Суворова), которая заканчивается водоёмом.